# Scherma ai Giochi della XIX Olimpiade - Fioretto a squadre femminile
La competizione del fioretto a squadre femminile  di scherma ai Giochi della XIX Olimpiade si tenne nei giorni 23 e 24 ottobre 1968 alla "Sala d’arme Fernando Montes de Oca" di Città del Messico.
Dal 1958 il fioretto femminile era dominato dall'Unione Sovietica e dall'Ungheria che avevano vinto tutti i titoli maggiori della specialità. 
La squadra sovietica perse un incontro nel girone preliminare contro la Romania, poi nell'eliminazione diretta battendo Italia e Francia prenotarono la finale contro le rivali Ungheresi, che dominarono vincendo 9 incontri contro 3. 
La Romania, che aveva perso la semi-finale contro l'Ungheria sul conto delle stoccate, conquisto il terzo posto contro la Francia, anche questa sul conto delle stoccate.

## Prima fase
3 gruppi. Le migliori 2 squadre, in base alla percentuale di vittorie/sconfitte e attacchi persi/attacchi persi, avanzano alle semifinali. le classificate dal 3º al 6º posto ai quarti di finale.

### Gruppo A
Classifica
| Pos. | Nazione        | Vittorie | VI | SI | Incontri           | Incontri                  | Incontri           | Incontri |
| Pos. | Nazione        | Vittorie | VI | SI | Francia (bandiera) | Germania Ovest (bandiera) | Messico (bandiera) |          |
| ---- | -------------- | -------- | -- | -- | ------------------ | ------------------------- | ------------------ | -------- |
| 1    | Francia        | 2        | 17 | 14 | X                  | 8-7                       | 9-7                |          |
| 2    | Germania Ovest | 1        | 15 | 16 | 7-8                | X                         | 8-8                |          |
| 3    | Messico        | 0        | 15 | 17 | 7-9                | 8-8                       | X                  |          |

Incontri
| Atleti (Vittorie individuali)                                                                 | Nazione | VT     | VT     | Nazione | Atleti (Vittorie individuali)                                             |
| --------------------------------------------------------------------------------------------- | ------- | ------ | ------ | ------- | ------------------------------------------------------------------------- |
| Heidi Schmid (4), Helga Koch (2) Helga Mees (2), Gudrun Theuerkauff (0)                       | FRG     | 8 (48) | 8 (42) | MEX     | Linda Béjar (2), Pilar Roldán (2) Sonia Arredondo (2), Rosa del Moral (2) |
| Brigitte Gapais (4), Catherine Rousselet (3) Claudie Herbster (1), Marie-Chantal Demaille (1) | FRA     | 9      | 7      | MEX     | Pilar Roldán (3), Linda Béjar (2) Lourdes Roldán (1), Sonia Arredondo (1) |
| Catherine Rousselet (3), Marie-Chantal Demaille (2) Brigitte Gapais (2), Annick Level (1)     | FRA     | 8      | 7      | FRG     | Helga Koch (3), Monika Pulch (2) Heidi Schmid (1), Helga Mees (1)         |

### Gruppo B
Classifica
| Pos. | Nazione     | Vittorie | VI | SI | Incontri            | Incontri          | Incontri               | Incontri |
| Pos. | Nazione     | Vittorie | VI | SI | Ungheria (bandiera) | Italia (bandiera) | Stati Uniti (bandiera) |          |
| ---- | ----------- | -------- | -- | -- | ------------------- | ----------------- | ---------------------- | -------- |
| 1    | Ungheria    | 2        | 22 | 10 | X                   | 9-7               | 13-3                   |          |
| 2    | Italia      | 1        | 17 | 15 | 7-9                 | X                 | 10-6                   |          |
| 3    | Stati Uniti | 0        | 9  | 23 | 3-13                | 6-10              | X                      |          |

Incontri
| Atleti (Vittorie individuali)                                                              | Nazione | VT | VT | Nazione | Atleti (Vittorie individuali)                                                          |
| ------------------------------------------------------------------------------------------ | ------- | -- | -- | ------- | -------------------------------------------------------------------------------------- |
| Lídia Dömölky (4), Mária Gulácsy (4) Paula Marosi (3), Ildikó Farkasinszky (2)             | HUN     | 13 | 3  | USA     | Maxine Mitchell (1), Sally Pechinsky (1) Harriet King (1), Janice Romary (0)           |
| Giovanna Masciotta (3), Antonella Ragno (3) Giulia Lorenzoni (3), Silvana Sconciafurno (1) | ITA     | 10 | 6  | USA     | Harriet King (4), Veronica Smith (1) Sally Pechinsky (1), Maxine Mitchell (0)          |
| Mária Gulácsy (4), Ildikó Rejtő (3) Ildikó Farkasinszky (1), Lídia Dömölky (1)             | HUN     | 9  | 7  | ITA     | Antonella Ragno (3), Giulia Lorenzoni (2) Giovanna Masciotta (2), Bruna Colombetti (0) |

### Gruppo C
Classifica
| Pos. | Nazione          | Vittorie | VI | SI | Incontri           | Incontri                    | Incontri           | Incontri                 |
| Pos. | Nazione          | Vittorie | VI | SI | Romania (bandiera) | Unione Sovietica (bandiera) | Polonia (bandiera) | Gran Bretagna (bandiera) |
| ---- | ---------------- | -------- | -- | -- | ------------------ | --------------------------- | ------------------ | ------------------------ |
| 1    | Romania          | 3        | 33 | 13 | X                  | 9-7                         | 11-3               | 13-3                     |
| 2    | Unione Sovietica | 2        | 32 | 16 | 7-9                | X                           | 12-4               | 13-3                     |
| 3    | Polonia          | 0        | 7  | 23 | 3-11               | 4-12                        | X                  | ND                       |
| 4    | Gran Bretagna    | 0        | 6  | 26 | 3-13               | 3-13                        | ND                 | X                        |

Incontri
| Atleti (Vittorie individuali)                                                             | Nazione | VT | VT | Nazione | Atleti (Vittorie individuali)                                                        |
| ----------------------------------------------------------------------------------------- | ------- | -- | -- | ------- | ------------------------------------------------------------------------------------ |
| Ana Derșidan (4), Olga Orbn (4) Ileana Gyulai (3), Maria Vicol (2)                        | ROU     | 13 | 3  | GBR     | Janet Bewley (2), Eve Davies (1) Margaret Bain (0), Sue Green (0)                    |
| Svetlana Čirkova (4), Tat'jana Petrenko (3) Galina Gorochova (3), Aleksandra Zabelina (2) | URS     | 12 | 4  | POL     | Halina Balon (2), Elżbieta Franke (2) Wanda Fukała (0), Kamilla Składanowska (0)     |
| Galina Gorochova (4), Svetlana Čirkova (3) Elena Novikova (3), Aleksandra Zabelina (3)    | URS     | 13 | 3  | GBR     | Margaret Bain (2), Janet Bewley (1) Sue Green (0), Julia Davis (0)                   |
| Ecaterina Stahl (3), Ileana Gyulai (3) Olga Orbn (3), Ana Derșidan (2)                    | ROU     | 11 | 6  | POL     | Halina Balon (3), Kamilla Składanowska (2) Elżbieta Franke (1), Elżbieta Pawlas (0)  |
| Ecaterina Stahl (3), Maria Vicol (2) Olga Orbn (2), Ileana Gyulai (2)                     | ROU     | 9  | 7  | URS     | Elena Novikova (3), Tat'jana Petrenko (2) Galina Gorochova (2), Svetlana Čirkova (0) |

## Eliminazione diretta
|  | Quarti di finale | Quarti di finale | Quarti di finale |          |                  | Semifinali       | Semifinali | Semifinali |         |                 | Finale          | Finale          | Finale |  |
|  |                  |                  |                  |          |                  |                  |            |            |         |                 |                 |                 |        |  |
|  | Unione Sovietica | Unione Sovietica | 9                |          |                  |                  |            |            |         |                 |                 |                 |        |  |
|  | Unione Sovietica | Unione Sovietica | 9                |          |                  |                  |            |            |         |                 |                 |                 |        |  |
|  | Italia           | Italia           | 4                |          |                  |                  |            |            |         |                 |                 |                 |        |  |
|  | Italia           | Italia           | 4                |          | Unione Sovietica | Unione Sovietica | 9          |            |         |                 |                 |                 |        |  |
|  |                  |                  |                  |          | Unione Sovietica | Unione Sovietica | 9          |            |         |                 |                 |                 |        |  |
|  |                  |                  | Francia          | Francia  | 3                |                  |            |            |         |                 |                 |                 |        |  |
|  |                  |                  |                  | Francia  | 3                |                  |            |            |         |                 |                 |                 |        |  |
|  |                  |                  |                  |          |                  |                  |            |            |         |                 |                 |                 |        |  |
|  |                  |                  |                  |          |                  |                  |            |            |         |                 |                 |                 |        |  |
|  |                  | Unione Sovietica | Unione Sovietica | 9        |                  |                  |            |            |         |                 |                 |                 |        |  |
|  |                  |                  |                  |          |                  |                  |            |            |         |                 |                 |                 |        |  |
|  |                  |                  | Ungheria         | Ungheria | 3                |                  |            |            |         |                 |                 |                 |        |  |
|  | Ungheria         | Ungheria         | Ungheria         | Ungheria | 3                | 9                |            |            |         |                 |                 |                 |        |  |
|  | Ungheria         | Ungheria         |                  |          |                  | 9                |            |            |         |                 |                 |                 |        |  |
|  | Germania Ovest   | Germania Ovest   | 3                |          |                  |                  |            |            |         |                 |                 |                 |        |  |
|  | Germania Ovest   | Germania Ovest   | 3                |          | Ungheria         | Ungheria         | 8 (52)     |            |         | Finale 3º posto | Finale 3º posto | Finale 3º posto |        |  |
|  |                  |                  |                  |          | Ungheria         | Ungheria         | 8 (52)     |            |         |                 |                 |                 |        |  |
|  |                  |                  | Romania          | Romania  | 8 (49)           |                  |            |            |         |                 |                 |                 |        |  |
|  |                  |                  |                  | Romania  | 8 (49)           |                  |            | Romania    | Romania | 8 (47)          |                 |                 |        |  |
|  |                  |                  |                  |          |                  |                  |            | Romania    | Romania | 8 (47)          |                 |                 |        |  |
|  |                  |                  |                  |          |                  | Francia          | Francia    | 8 (45)     |         |                 |                 |                 |        |  |

### Quarti di finale
| Atleti (Vittorie individuali)                                                           | Nazione | VT | VT | Nazione | Atleti (Vittorie individuali)                                                          |
| --------------------------------------------------------------------------------------- | ------- | -- | -- | ------- | -------------------------------------------------------------------------------------- |
| Galina Gorochova (3), Tat'jana Petrenko (2) Aleksandra Zabelina (2), Elena Novikova (2) | URS     | 9  | 4  | ITA     | Giovanna Masciotta (2), Bruna Colombetti (1) Antonella Ragno (1), Giulia Lorenzoni (0) |
| Paula Marosi (3), Ildikó Farkasinszky (3) Ildikó Rejtő (2), Mária Gulácsy (1)           | HUN     | 9  | 3  | FRG     | Heidi Schmid (2), Monika Pulch (1) Helga Koch (0), Helga Mees (0)                      |

### Semifinali
| Atleti (Vittorie individuali)                                                           | Nazione | VT     | VT     | Nazione | Atleti (Vittorie individuali)                                                             |
| --------------------------------------------------------------------------------------- | ------- | ------ | ------ | ------- | ----------------------------------------------------------------------------------------- |
| Tat'jana Petrenko (3), Elena Novikova (3) Aleksandra Zabelina (2), Galina Gorochova (1) | URS     | 9      | 3      | FRA     | Brigitte Gapais (1), Catherine Rousselet (1) Marie-Chantal Demaille (1), Annick Level (0) |
| Mária Gulácsy (3), Paula Marosi (2) Ildikó Rejtő (2), Ildikó Farkasinszky (1)           | HUN     | 8 (52) | 8 (49) | ROU     | Ileana Gyulai (4), Ecaterina Stahl (2) Olga Orbn (1), Ana Derșidan (1)                    |

### Finale 5º posto
| Atleti (Vittorie individuali)                                             | Nazione | VT | VT | Nazione | Atleti (Vittorie individuali)                                                          |
| ------------------------------------------------------------------------- | ------- | -- | -- | ------- | -------------------------------------------------------------------------------------- |
| Heidi Schmid (3), Helga Koch (2) Gudrun Theuerkauff (2), Monika Pulch (1) | FRG     | 8  | 7  | ITA     | Antonella Ragno (3), Giulia Lorenzoni (2) Bruna Colombetti (1), Giovanna Masciotta (1) |

### Finale 3º posto
| Atleti (Vittorie individuali)                                         | Nazione | VT     | VT     | Nazione | Atleti (Vittorie individuali)                                                                 |
| --------------------------------------------------------------------- | ------- | ------ | ------ | ------- | --------------------------------------------------------------------------------------------- |
| Ecaterina Stahl (4), Ileana Gyulai (2) Maria Vicol (1), Olga Orbn (1) | ROU     | 8 (47) | 8 (45) | FRA     | Catherine Rousselet (3), Brigitte Gapais (2) Marie-Chantal Demaille (2), Claudie Herbster (1) |

### Finale 1º posto
| Atleti (Vittorie individuali)                                                           | Nazione | VT | VT | Nazione | Atleti (Vittorie individuali)                                                  |
| --------------------------------------------------------------------------------------- | ------- | -- | -- | ------- | ------------------------------------------------------------------------------ |
| Aleksandra Zabelina (3), Tat'jana Petrenko (2) Elena Novikova (2), Galina Gorochova (2) | URS     | 9  | 3  | HUN     | Lídia Dömölky (1), Ildikó Farkasinszky (1) Ildikó Rejtő (1), Mária Gulácsy (0) |

## Podio
| Oro | Argento                                                                            | Bronzo                                                                   |
| Unione Sovietica Galina Gorochova Elena Novikova Tat'jana Petrenko Svetlana Čirkova Aleksandra Zabelina | Ungheria Lídia Dömölky Ildikó Farkasinszky Mária Gulácsy Paula Marosi Ildikó Rejtő | Romania Ana Derșidan Ileana Gyulai Olga Orbn Ecaterina Stahl Maria Vicol |